# فرانچسکو ماسلی
فرانچسکو ماسلی (ایتالیایی: Francesco Maselli؛ زادهٔ ۹ دسامبر ۱۹۳۰ – درگذشتهٔ ۲۱ مارس ۲۰۲۳) کارگردان و فیلم‌نامه‌نویس اهل ایتالیا بود.
از فیلم‌ها یا برنامه‌های تلویزیونی که وی در آنها نقش داشته است، می‌توان به از همسایه خود بدزد، بی‌تفاوت‌ها، آمارکورد و تراس اشاره کرد.